# Constantin Ciocan

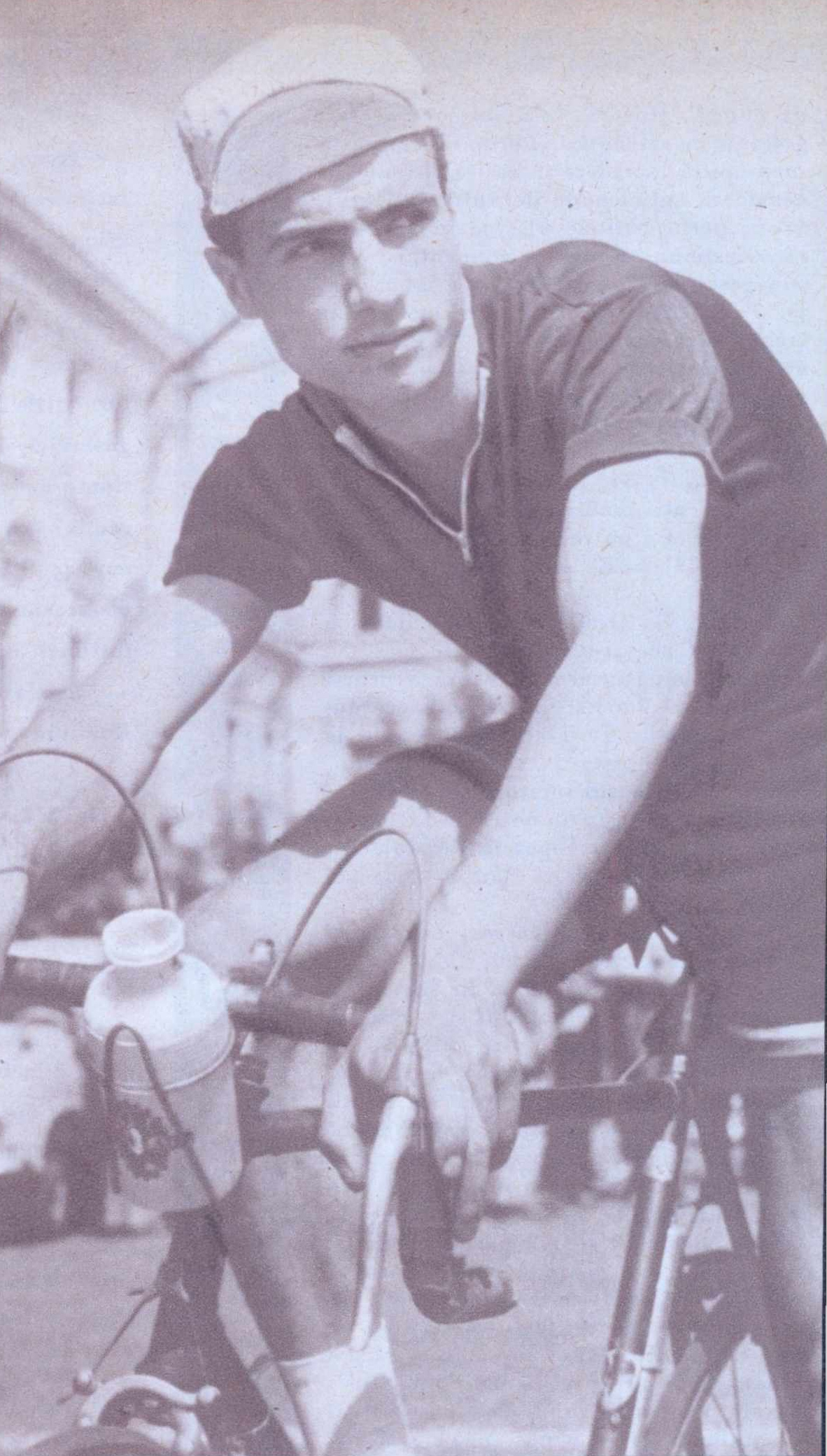
Constantin Ciocan (1963)

Constantin Ciocan (* 28. Juli 1943 in Câmpina) ist ein ehemaliger rumänischer Radrennfahrer und nationaler Meister im Radsport.

## Sportliche Laufbahn
Ciocan war Teilnehmer der Olympischen Sommerspiele 1964 in Tokio. Im olympischen Straßenrennen wurde er beim Sieg von Mario Zanin als 58. klassiert. Die rumänische Mannschaft belegte mit Ciocan, Gheorghe Bădără, Ion Cosma und Emil Rusu im Mannschaftszeitfahren den 9. Rang.
In der Rumänien-Rundfahrt 1966 wurde er hinter Gheorge Suciu Dritter.  An der Internationalen Friedensfahrt nahm Ciocan zweimal teil, 1966 wurde er 58. und 1972 schied er aus. Die Türkei-Rundfahrt gewann er 1971. 1972 siegte bei den nationalen Meisterschaften im Mannschaftszeitfahren. Er startete für den Verein „Petrol Ploieşti“.